# Kokoro Library
Kokoro Library (яп. ココロ図書館 Kokoro Toshokan, рус. «Библиотека Кокоро») — серия манги, написанная Нобуюки Такаги. Впервые начала публиковаться издательством MediaWorks с апреля 2000 года по июль 2002 года в ежемесячном журнале Dengeki Daioh. Всего было выпущено 3 тома манги.
На основе сюжета сериала студией Studio DEEN был выпущен аниме-сериал, который впервые транслировался по телеканалу TV Tokyo с 12 октября 2001 года по 28 декабря 2001 года. Всего было выпущено 13 серий.

## Сюжет
Молодая девушка по имени Кокоро с двумя её старшими сёстрами отправляется работать в библиотеку с тем же названием, расположенную на безлюдной горе. Библиотека оберегается жителями соседнего города, так как она приносит им счастье. Кокоро отныне должна выполнять задачу библиотекаря, то есть следить за книгами, их благополучием и давать напрокат их людям. Кокоро и её сёстрам библиотека досталась по наследству от покойных родителей. Но посещаемость слишком низкая и поэтому библиотека на грани закрытия. Каждая работница владеет собственным уникальным имением, показывает свою страсть и любовь к работе и стремится не вести себя слишком формально с посетителями.

## Список персонажей
Кокоро (яп. こころ) — главная героиня, в начале истории становится новым библиотекарем. Очень вежливая и готова всегда помочь своим клиентам в любой ситуации. Часто едет далеко в город, чтобы собирать книги с просроченным прокатом. Очень любит читать, особенно романы Химэмии Кирин (написанные Аруто), а также поливать цветы, чтобы создавать над ними радугу. У Кокоро есть кот по имени Кито. Работает со своими старшими сёстрами, её мать умерла сразу после рождения Кокоро, а отец через некоторое время.
Сэйю: Тива Сайто
Иина (яп. いいな) — старшая сестра Кокоро, имеет хорошее воображения. Она отлично знает компьютер и увлекается фотографией, особенно любит фотографировать Кокоро. У Иины есть множество фотографий с Кокоро и даже плакат. Иина очень любит Кокоро и порой нездоровой любовью. Ревнует, когда видит Кокоро и Аруто вместе. У неё есть ключик к коробке с куклами Кокоро, чтобы спать с одной из кукол в постели. У Иины светло-каштановые волосы.
Сэйю: Миюки Савасиро
Аруто (яп. あると) — средняя сестра. Очень вольная девушка и отлично готовит, может спать где угодно. Талантливый писатель, иллюстратор и выпускает свои произведения под псевдонимом Химэмия Кирин (о чём не знает Кокоро). Пишет обычно по ночам, по этой причине любит спать днём везде. У Аруто короткие тёмные волосы и круглые очки. Под именем Химэмии надевает парик с длинными светлыми волосами для маскировки.
Сэйю: Юми Курода
Ин Уэдзава (яп. 上沢純) — человек, который на белом фургоне поставляет библиотеке новые книги. В девятой серии выясняется, что это плохо оплачиваемая работа. Позже начинает заниматься такими мелкими работами, как раздача листовок. Ин романтик и очень мечтательный, но не умеет правильно выражать свои чувства. Часто попадает в неловкие ситуации, за что его часто называют извращенцем, даже два раза был арестован.
Сэйю: Синъитиро Мики
Хикари Иноуэ (яп. 井上ひかり) — молодая девушка, которая отправилась работать практиканткой в библиотеку, пока её мать лежала в больнице. Поначалу Хикари кажется замкнутой, отказывалась выполнять работу. Однажды даже глядя на фотографию матери, набросилась на Кокоро и пыталась сбежать из библиотеки. Но позже она дружится с Кокоро и раскрывает свою настоящую сущность: энергичная, честная и ласковая. Хотя она младше Кокоро, порой говорит очень мудрые вещи. Сначала критиковала романы Иины из-за отсутствия реальности, но позже призналась, что она очень любит их. У неё чёрные волосы и зелёные глаза.
Сэйю: Сатоми Коороги
Мариэ Момоти (яп. 百千万理恵) — мэр городка. Она ездит обычно на чёрном автомобиле. Она хочет закрыть библиотеку Кокоро, так как считает, что она создаёт только дополнительную нагрузку для налогоплательщиков. При этом она не желает знать об историческом и культурном значении библиотеки. Но жители города узнают о ситуации и поддерживают библиотеку.
Сэйю: Юми Тоума
Мисато Фуками (яп. 深海みさと) — одинокая и богатая девочка, которая встречает Кокоро во время отпуска. Она тоже потеряла мать после рождения. После того как благодаря Кокоро меняется в лучшую сторону, отец и дворецкий не позволяют Мисато покидать дом и общаться, поэтому Кокоро часто навещает её. Проводит много времени за чтением книг и глядя на океан из окна. Она мечтает увидеть океан поблизости и потрогать дельфинов.
Юри (яп. 珠音) — андроид, которая жертвует собой, взорвав мост, чтобы остановить продвижение противника. У неё механизированный город. Мечтает, чтобы её представители помогали человечеству но не для сражений, и её мечта сбывается.
Сэйю: Томоэ Ханба
Юнэ (яп. 珠音) работает в библиотеке и живёт в соседней комнате с Кокоро. Она является компароидом — видом андроида, которые должны оценивать качество программирования. Позже она узнаёт от Кокоро новое значение быть библиотекарем.
Сэйю: Маая Сакамото

## Список серий аниме
| #  | Название                                                                          | Дата выхода          |
| -- | --------------------------------------------------------------------------------- | -------------------- |
| 1  | I'll Become a Librarian «Shisho ni narimasu» (司書になります)                     | 12 октября 2001 года |
| 2  | What I Can Do At This Moment «Ima no watashi ni dekiru koto» (今の私にできること) | 19 октября 2001 года |
| 3  | The Secret Ms. Kirin «Naisho no Kirin-sensei» (内緒のきりん先生)                  | 26 октября 2001 года |
| 4  | A Librarian's Motto «Shisho no motto» (司書のモットー)                            | 2 ноября 2001 года   |
| 5  | The Targeted Library «Nerawareta toshokan» (狙われた図書館)                       | 9 ноября 2001 года   |
| 6  | The Comparoid Librarian «Konparoido no shisho» (コンパロイドの司書)               | 16 ноября 2001 года  |
| 7  | The Day Kokoro is Gone «Kokoro ga inai hi» (こころがいない日)                     | 23 ноября 2001 года  |
| 8  | I Want to See My Mom «Okaasan ni aitai» (お母さんに逢いたい)                      | 30 ноября 2001 года  |
| 9  | A Miracle «Kiseki» (奇蹟)                                                         | 7 декабря 2001 года  |
| 10 | The Library May Disappear «Toshokan ga naku naru» (図書館がなくなる)              | 14 декабря 2001 года |
| 11 | Joldy's Diary «Jorudi no nikki» (ジョルディの日記)                                | 21 декабря 2001 года |
| 12 | Kokoro Aruto Iina «Kokoro Aruto Iina» (こころ あると いいな)                      | 28 декабря 2001 года |
| 13 | Kokoro Library's Winter «Kokoro Toshokan no fuyu» (ココロ図書館の冬)              | 17 февраля 2002 года |

## Музыка
Открытие:
- «Beagle» Исполнитель: Ясуко Ямано

Концовка:
- «Tsuki wa Miteru» Исполнитель: Ясуко Ямано